# NGC 95
NGC 95 (ook wel PGC 1426, UGC 214, MCG 2-2-3, ZWG 434.3 of IRAS00196+1012) is een balkspiraalstelsel in het sterrenbeeld Vissen.
NGC 95 werd op 18 oktober 1784 ontdekt door de Duits-Britse astronoom William Herschel.